# 上京警察署
上京警察署（かみぎょうけいさつしょ）は、京都府警察が管轄する警察署。署員数約150名の中規模警察署であるが、署長は警視正が担当する。
2007年4月1日に中立売警察署と統合し発足した。旧・西陣警察署（にしじんけいさつしょ）。

## 所在地
京都市上京区御前通今小路下る馬喰町692番地1

## 管轄区域
京都市上京区

## 沿革
- 1955年（昭和30年）7月1日：京都市警察が京都府警察に統合。
- 2007年（平成19年）4月1日：京都府警察の警察署等の再編整備実施計画に基づき、区内にある西陣警察署と中立売警察署が統合し西陣警察署が京都府上京警察署に改称。上京区全域を所管する。これにより北区の一部は北警察署、中京区の一部は堀川警察署の管轄となった（後に中京区全域は新設された中京警察署の管轄下に移行）。

## 内部組織
- 会計課 - 会計係
- 警務課 - 警務係、留置管理係、犯罪被害者支援係、広聴・相談係
- 生活安全課 - 生活安全係、人身安全・少年係
- 地域課 - 地域第一係、地域第二係、地域第三係、地域管理係
- 刑事課 - 捜査管理係、強行・盗犯係、知能・組織犯罪対策係
- 交通課 - 交通係
- 警備課 - 警備係

## 交番
（ ）の中は所在地。
- 千本中立売交番（上京区中立売通千本西入亀屋町693-3）
- 今出川大宮交番（上京区今出川通大宮上る観世町142）
- 大宮頭交番（上京区大宮通寺之内上ル二丁目仲之町500-2）
- 下立売交番（上京区下立売通智恵光院角中村町531・532-1・533合地）
- 室町中立売交番（上京区中立売通室町東入東町431）
- 上御霊前交番（上京区烏丸通上御霊前下ル相国寺門前町647-20）
- 出町交番（上京区河原町通今出川上ル青竜町200）

## 主な事件
- 1978年（昭和53年）7月 - 17日に署の拳銃保管庫から拳銃1丁が盗まれ、22日、六孫王神社の境内から発見される。犯行は同署の巡査部長・廣田雅晴（当時、十二坊警察官派出所配属）によるもので、7月23日に逮捕された[1]。その後、廣田はこの拳銃を用いた郵便局強盗事件などを起こしていたことも判明し、大阪高等裁判所で懲役7年の実刑判決を受けたが[2]、1984年（昭和59年）8月30日に加古川刑務所を仮出獄すると、その5日後（9月4日）に十二坊警察官派出所の巡査を殺害して拳銃を奪い、その拳銃を用いて大阪市都島区の消費者金融店で強盗殺人事件を起こした[3]。廣田は刑事裁判により、1998年（平成10年）に死刑判決が確定している[4]。